# Trois poèmes de Stéphane Mallarmé
Les Trois Poèmes de Stéphane Mallarmé (FL 135) sont trois mélodies composées par Claude Debussy sur des textes de Stéphane Mallarmé en 1913.

## Histoire de l'œuvre
Claude Debussy les compose l'été 1913, sur des textes tirés des Poésies de Mallarmé (1899). L'œuvre est créée à la salle Gaveau le 21 mars 1914, par Ninon Vallin (soprano) et le compositeur au piano.

## Synchronie avec Ravel
Il se trouve que Maurice Ravel avait le projet de mettre en musique des poèmes de Mallarmé en 1913 également. Le poète lui avait accordé les droits en premier. Ravel et Debussy avaient choisi deux mêmes poèmes : « Soupir » et « Placet futile », ce qui accentue encore l'idée d'une rivalité, ou du moins d'une volonté de se mesurer l'un à l'autre. Les Trois poèmes de Mallarmé de Ravel, pour soprano et plusieurs instruments, furent créés en janvier 1914.

## Titres
1. Soupir
2. Placet futile
3. Éventail

## Discographie
- Trois poèmes de Stéphane Mallarmé — Hugues Cuénod (ténor), Martin Isepp (piano), Nimbus Records (1992)
- Trois poèmes de Stéphane Mallarmé — Véronique Dietschy (soprano), Philippe Cassard, Adès/Decca (1994)
- Trois poèmes de Stéphane Mallarmé — François Le Roux (baryton), Noël Lee (piano), Le Chant du Monde LDC 2781115 (1999)
- Claude Debussy - les dernières mélodies — Bernard Kruysen (baryton), Noël Lee (piano), Naïve/Auvidis Valois (2001)
- Debussy Mélodies — Sandrine Piau (soprano), Jos van Immerseel (piano), Naïve (2003)
- Claude Debussy - Intégrales des mélodies — Magali Léger (soprano), Jean-Louis Haguenauer (piano), Ligia (2014)